# Puchar Polski Strongman: Eliminate Your Opponent Cup
Puchar Polski Strongman: Eliminate Your Opponent Cup – cykl indywidualnych zawodów polskich siłaczy, zainaugurowany w 2007 r. Twórcą tej metody rozgrywania zawodów jest Przemysława Czuba Prezes :"Stowarzyszenia Sportowego Strongman.pl"

## Reguły zawodów
Zawody rozgrywane są systemem pucharowym, tzn. zawodnicy w poszczególnych etapach zawodów eliminują się nawzajem. W jednych zawodach bierze udział co najmniej dziesięciu zawodników. Punkty naliczane są tylko podczas pierwszych dwóch konkurencji, po rozegraniu których do dalszej rywalizacji awansuje ośmiu najlepszych. Zawodnicy rozlosowani zostają w cztery pary i rozpoczynają walkę w bezpośrednich pojedynkach. Z każdej pary, po wyeliminowaniu swojego przeciwnika, do następnej rundy przechodzi zwycięzca. Następnie rozgrywane są kolejno pojedynki ćwierćfinałowy, półfinałowy, o trzecie miejsce i o zwycięstwo.
Taka forma zawodów dodaje walce dramatyzmu, ponieważ uniemożliwia rozgrywanie taktyczne i wymusza na zawodnikach wykonanie maksymalnego wysiłku, gdyż aby awansować należy wygrać każdy pojedynek.
W każdych zawodach czterej najlepsi zawodnicy otrzymują punkty, które sumowane są na zakończenie sezonu. Zawodnik z największą liczbą punktów w klasyfikacji końcowej zostaje zwycięzcą Pucharu Polski Strongman: Eliminate Your Opponent Cup, w danym roku.
Punktacja zawodów:
- Zwycięstwo – 10 pkt.
- Drugie miejsce – 8 pkt.
- Trzecie miejsce – 6 pkt.
- Czwarte miejsce – 4 pkt.